# Isoterm
En isoterm er en linje (kurve) gennem de steder, der har den samme temperatur.
I (V,p) koordinatsystemet vil den isoterme kurve være en hyperbel.
Dette kan man overbevise sig selv om ved hjælp af idealgasligningen.
{\displaystyle p\cdot V=n\cdot R\cdot T}
Hvis man nu isolerer p som er parameteren ud af x-aksen, får man følgende ligning:
{\displaystyle p={{n\cdot R\cdot T} \over {V}}}
R er som bekendt altid en konstant, jf. navnet "gaskonstanten".
n er antallet af mol, som er konstant i en lukket beholder, hvilket man altid antager at have i denne type af diagrammer.
T er desuden per definition en konstant i en isoterm.
Tilbage har man altså: 
{\displaystyle p={{k} \over {V}}}, hvilket måske er mere tydeligt ved denne sammenligning {\displaystyle y={{k} \over {x}}}
Dette er definitionen på en hyperbel, og derved er dette vist.

## Sammenhæng med termodynamikkens 1.lov
I et system, hvor der foregår en isotermisk proces, er temperaturen konstant, hvilket medfører at den indre energi {\displaystyle U} i systemet forbliver uændret, da {\displaystyle U} kun afhænger af systemets temperatur. Ud fra termodynamikkens 1. lov  betyder det, at der gælder for et system:
{\displaystyle dU=dQ-dW=0\Leftrightarrow dQ=dW}
Hvor {\displaystyle dQ} er den infinitesimale ændring i mængden af den tilførte varme til systemet, og {\displaystyle dW} er den infinitesimale ændring i mængden af det udførte arbejde af systemet.
Tilfører man altså varme til systemet, må det resultere i et lige så stort udført arbejde af systemet.